# Anna Jantar
Anna Jantar, pseudonimo di Anna Maria Szmeterling (Poznań, 10 giugno 1950 – Varsavia, 14 marzo 1980), è stata una cantante polacca, dedita ai generi pop e disco.
Era la moglie del compositore Jarosław Kukulski (1944-2010) e la madre della cantante Natalia Kukulska.

## Biografia
Anna Maria Szmeterling, più tardi nota con il nome d'arte di Anna Jantar, nasce a Poznań il 10 giugno 1950.
All'età di quattro anni, inizia a studiare pianoforte.
Nel 1971, dopo aver sposato il compositore Jarosław Kukulski, inizia la propria carriera di cantante solista con lo pseudonimo di Anna Jantar e nel 1974 pubblica il suo primo album, intitolato Tyle słońca w całym mieście.
Nel 1979, collabora con i gruppi musicali Perfect e Budka Suflera. Con i Budka Suflera incide il brano Nic nie może wiecznie trwać, che viene eletta la canzone dell'anno nel concorso "Studio Gama".
In seguito, nell'inverno del 1979-1980, inizia una tournée negli Stati Uniti, esibendosi in alcuni locali di Chicago e del New Jersey.
Muore tragicamente a soli 29 anni il 14 marzo 1980 a Varsavia nello schianto del volo LOT Polish Airlines 7, mentre sta facendo ritorno da New York. 

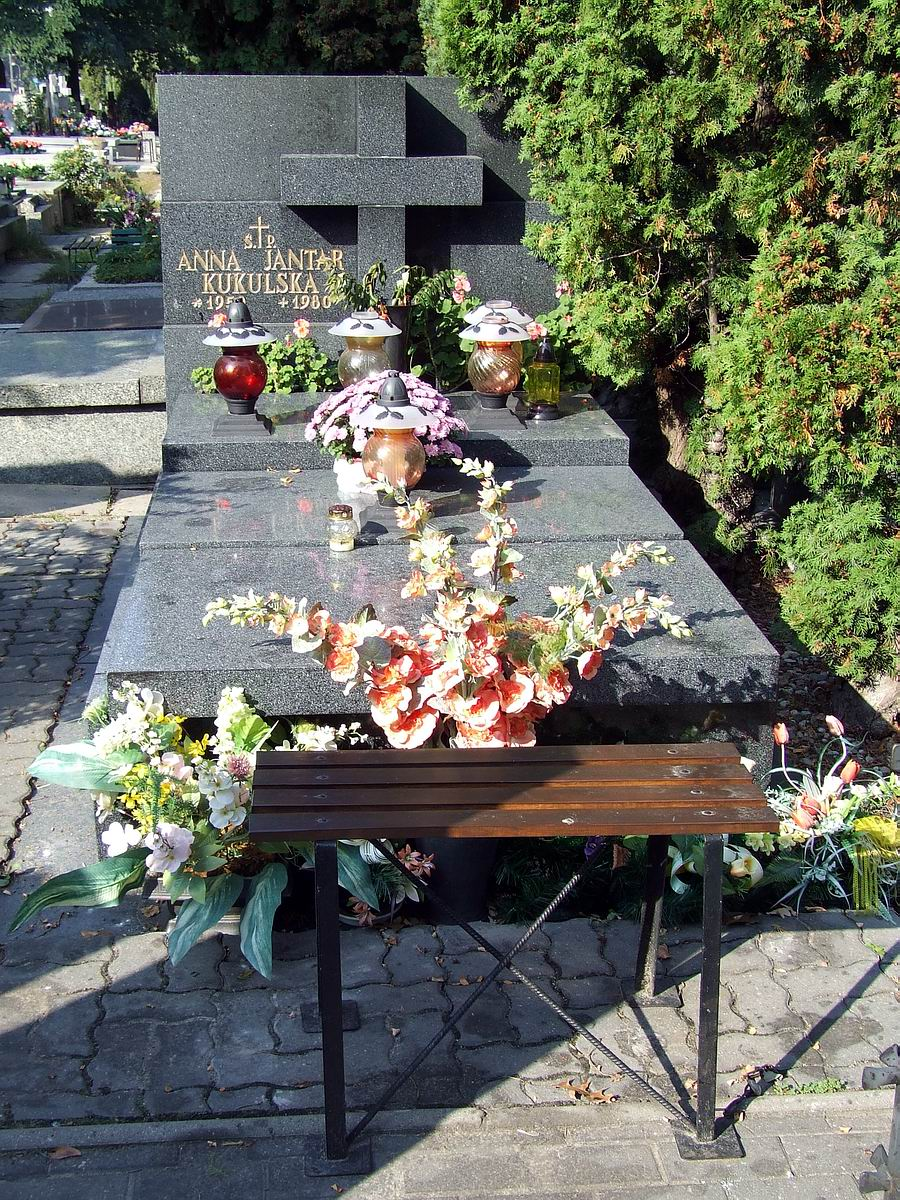
La tomba di Anna Jantar-Kukulska a Varsavia

## Discografia parziale

### Album
- 1974 - Tyle słońca w całym mieście
- 1975 - Za każdy uśmiech
- 1979 - Zawsze gdzieś czeka ktoś
- 1980 - Anna Jantar
- 1980 - The Best Of
- 1986 - Anna i Natalia (con Natalia Kukulska)
- 1990 - Piosenki Anny Jantar (con artisti vari)
- 1990 - The Best Of 2
- 1991 - Piosenki dla dzieci
- 1991 - Nic nie może wiecznie trwać
- 1991 - Wspomnienie
- 1992 - The collection
- 1992 - Złote przeboje
- 1996 - Cygańska jesień
- 1997 - Antalogia cz.1
- 1997 - Antalogia cz.2
- 1999 - Przyjaciele
- 2000 - Radość najpiękniejszych lat
- 2000 - Tyle słońca...
- 2003 - Perły - Tyle słońca w całym mieście
- 2004 - Platynowa kolekcja - Złote przeboje
- 2004 - The best - Dyskotekowy bal
- 2005 - Tyle słońca...
- 2005 - Po tamtej stronie
- 2010 - Wielka dama

### Singoli
- 1971 - Wszystkie koty w nocy czarne/Marzenia o marzeniach
- 1974 - Nastanie dzień/Tyle słońca w całym mieście
- 1975 - Staruszek świat/Dzień bez happy endu
- 1975 - Będzie dość/Za każdy uśmiech
- 1975 - Mój tylko mój/Dzień nadziei
- 1977 - Dyskotekowy bal/Zgubiłam klucz do nieba
- 1977 - Dyskotekowy bal/Kto umie tęsknić
- 1978 - Baju-baj proszę pana(Jambalaya)/Radość najpiękniejszych lat
- 1978 - Po tamtej stronie marzeń/Mój świat zawsze ten sam
- 1978 - Mój tylko mój/Mój świat zawsze ten sam
- 1978 - Kto powie nam/Dżinsowe maniery
- 1978 - Tylko mnie poproś do tańca/Let me stay/Nie wierz mi nie ufaj mi/Zawsze gdzieś czeka ktoś
- 1979 - Gdzie są dzisiaj tamci ludzie/Nie ma piwa w niebie
- 1979 - Hopelessly Devoted to You/You're the One That I Want (con Stanisław Sojka)
- 1985 - Wielka dama tańczy sama/Moje jedyne marzenie
- 2005 - Układ z życiem/Nic nie może wiecznie trwać